# Hatululi
Hatululi ist eine osttimoresische Aldeia im Suco Loidahar (Verwaltungsamt Liquiçá, Gemeinde Liquiçá). 2015 lebten in der Aldeia 543 Menschen.

## Geographie
Hatululi liegt im Süden des Sucos Loidahar. Nördlich liegen die Aldeia Manucol-Hata und Soatala. Im Westen grenzt Hatululi an den Suco Hatuquessi und im Süden und Osten an den Suco Dato. Die Grenze zu Hatuquessi bildet der Ricameta, ein Quellfluss des Laklos.
Das Ortszentrum von Hatululi befindet sich im Nordosten, nahe der Grenze zu Manucol-Hata. Hier steht das Hospital des Sucos Loidahar. Im Südwesten reicht der Ort Cabuilimo nach Hatululi hinein.

## Politik
2023 wurde Tome da Costa Santos zum Chefe de Aldeia gewählt.